# La Palmita, Michoacán de Ocampo
La Palmita är en ort i Mexiko.   Den ligger i kommunen Villamar och delstaten Michoacán de Ocampo, i den centrala delen av landet, 400 km väster om huvudstaden Mexico City. La Palmita ligger 1 855 meter över havet och antalet invånare är 219.
Terrängen runt La Palmita är huvudsakligen kuperad, men norrut är den platt. Runt La Palmita är det ganska glesbefolkat, med 47 invånare per kvadratkilometer. Närmaste större samhälle är Jiquílpan de Juárez, 8,3 km nordväst om La Palmita. I omgivningarna runt La Palmita växer huvudsakligen savannskog.